# Призвание варягов

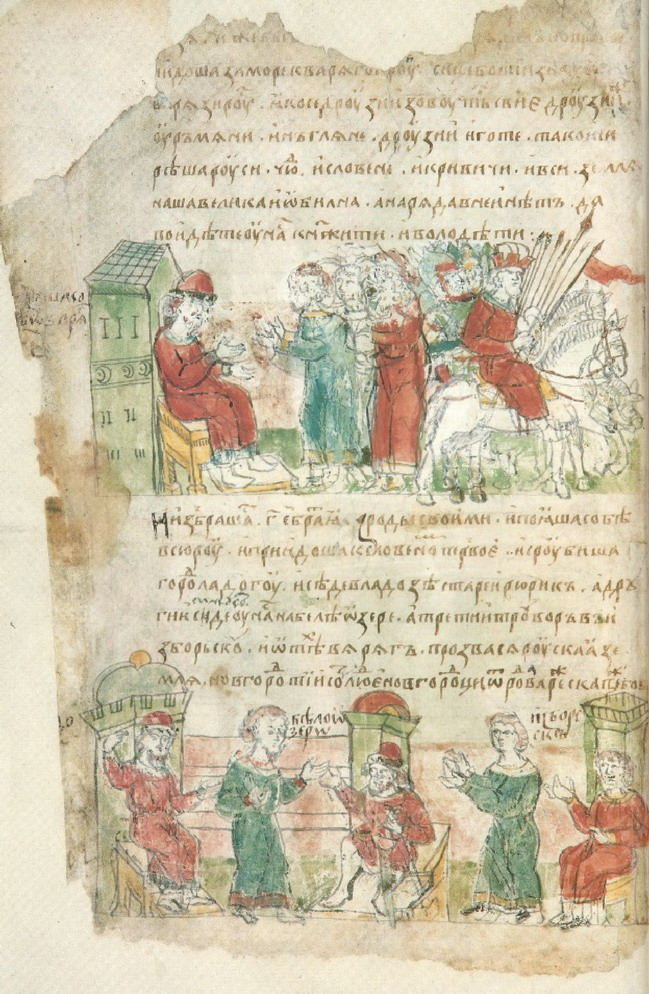
Призвание варягов. Миниатюры из Радзивилловской летописи, конец XV века

Призвание варя́гов — летописный сюжет о приглашении на княжение славянскими племенами ильменских словен и кривичей и финно-угорскими племенами чуди, мери, а также, возможно, веси — варягов во главе с Рюриком и его братьями Синеусом и Трувором в Ладогу или Новгород и другие города, которое, согласно русским летописям, произошло в 862 году.
Источником летописного рассказа о призвании варягов во главе с Рюриком считается династическая этиологическая легенда русских князей, согласно которой Рюрик был прародителем княжеского рода, что отражено в древнерусском княжеском именослове, в котором имя Рюрик начинает использоваться с 1060-х годов. Династическая легенда закрепилась в древнейшем русском летописании и древнерусском политическом сознании. В летописании и политической литературе XVI века («Сказание о князьях Владимирских») образ Рюрика был переосмыслен, под влиянием польской историографии князь был представлен потомком римского императора Августа и выходцем из Пруссии, а сказание о нём было объединено с новгородским нарративом о первом новгородском посаднике Гостомысле.
Традиционно, начиная с русской летописи «Повести временных лет» начала XII века и до настоящего времени, призвание варягов считается началом истории Руси и отправной точкой русской государственности. В исторической науке призвание варягов является предметом споров. Нет общепринятой точки зрения ни на датировку этого события, ни на конкретные его обстоятельства, ни на сам факт призвания варягов.

## Источники

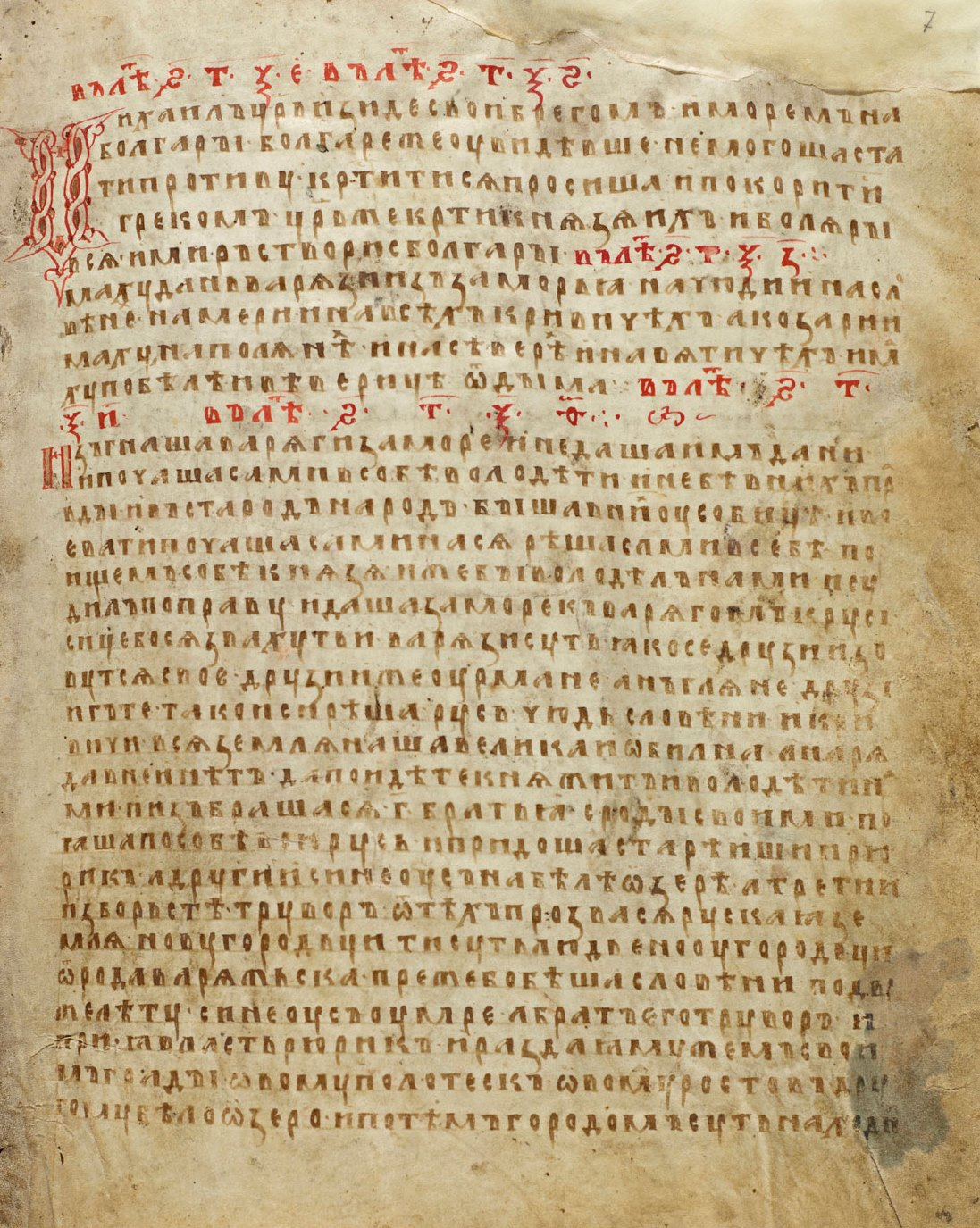
Рассказ о призвании варягов в «Повести временных лет», список Лаврентьевской летописи, 1377

## Предыстория

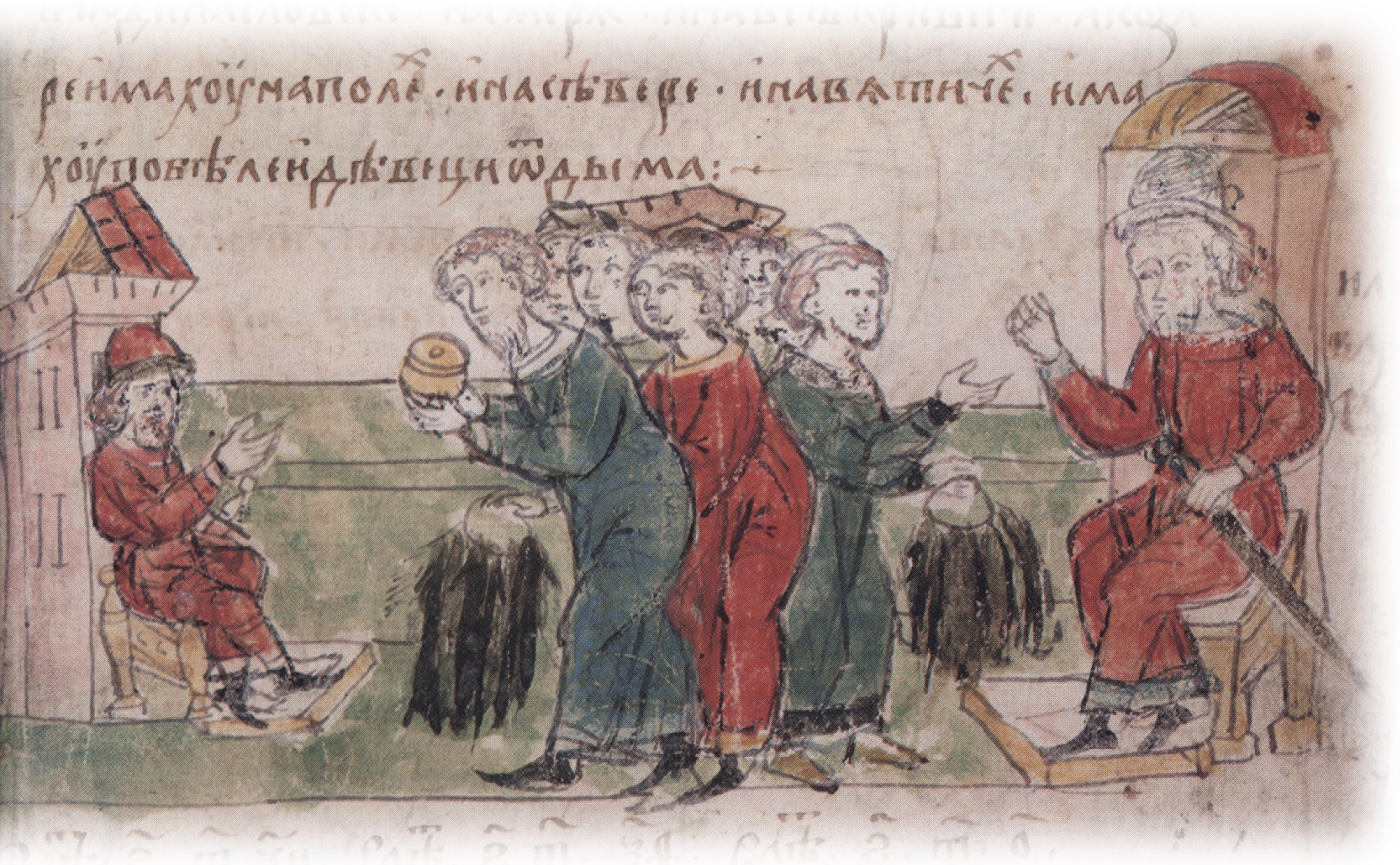
Плата дани словенами, кривичами, чудью и мерей варягам, полянами, северянами и вятичами — хазарам (859). Миниатюра из Радзивилловской летописи, конец XV века

Согласно русским летописям, в середине IX века славянские племена словен, кривичей и финские племена чуди, мери и веси платили дань варягам, приходившим из-за моря, возможно, Варяжского (Балтийского). Согласно «Повести временных лет»: «В лѣто 6367 [859]. Имаху дань варязи, приходяще изъ заморья, на чюди, и на словѣнехъ, и на меряхъ и на всѣхъ, кривичахъ». В Новгородской первой летописи под 854 годом сказано: «Въ времена же Кыева и Щека и Хорива новгородстии людие, рекомии Словени, и Кривици и Меря: Словенѣ свою волость имѣли, а Кривици свою, а Мере свою; кождо своимъ родомъ владяше; а Чюдь своимъ родом; и дань даяху Варягомъ от мужа по бѣлѣи вѣверици; а иже бяху у них, то ти насилье дѣяху Словеномъ, Кривичемъ и Мерямъ и Чюди».
В 862 году эти племена изгнали варягов и начали править сами. После этого между ними начались усобицы. «Повесть временных лет»: «В лѣто 6370 [862]. И изгнаша варягы за море, и не даша имъ дани, и почаша сами в собѣ володѣти. И не бѣ в нихъ правды, и въста родъ на род, и быша усобицѣ в них, и воевати сами на ся почаша». Новгородская первая летопись: «И въсташа Словенѣ и Кривици и Меря и Чюдь на Варягы, и изгнаша я за море; и начаша владѣти сами собѣ и городы ставити. И въсташа сами на ся воеватъ, и бысть межи ими рать велика и усобица, и въсташа град на град, и не бѣше в нихъ правды».
Для прекращения внутренних конфликтов представители славянских и финских племён решили пригласить князя со стороны. Решено было пойти искать князя за море, к варягам-руси. «Повесть временных лет»: «И ркоша: „Поищемъ сами в собѣ князя, иже бы володѣлъ нами и рядилъ по ряду, по праву“». Новгородская первая летопись: «И рѣша к себѣ: „князя поищемъ, иже бы владѣлъ нами и рядилъ ны по праву“».

## Описание призвания
Призывающая сторона идёт за море (возможно, Варяжское) «к варягам, к руси», описывает свою землю как обширную и обильную, но лишённую порядка, и приглашает варягов на княжение. Приходят трое братьев со своими родами и садятся править в трёх разных городах.
Согласно «Повести временных лет»:

В год 6370 [862 по современному летоисчислению]… Пошли за море к варягам, к руси. Те варяги назывались русью, как другие называются шведы, а иные — норманны и англы, а еще иные готы — вот так и эти. Сказали руси чудь, славяне, кривичи и весь: «Земля наша велика и обильна, а порядка в ней нет. Приходите княжить и владеть нами». И избрались трое братьев со своими родами, и взяли с собой всю русь, и пришли прежде всего к славянам. И поставили город Ладогу. И сел старший, Рюрик, в Ладоге, а другой — Синеус, — на Белом озере, а третий, Трувор, — в Изборске. И от тех варягов прозвалась Русская земля.
Оригинальный текст (церк.-сл.)В лѣто 6370… Идоша за море к варягом, к руси. Сице бо звахуть ты варягы русь, яко се друзии зовутся свее, друзии же урмани, аньгляне, инѣи и готе, тако и си. Ркоша руси чюдь, словенѣ, кривичи и вся: „Земля наша велика и обилна, а наряда въ ней нѣтъ. Да поидете княжить и володѣть нами“. И изъбрашася трие брата с роды своими, и пояша по собѣ всю русь, и придоша къ словѣномъ пѣрвѣе. И срубиша город Ладогу. И сѣде старѣйший в Ладозѣ Рюрикъ, а другий, Синеусъ на Бѣлѣ озерѣ, а третѣй Труворъ въ Изборьсцѣ. И от тѣхъ варягъ прозвася Руская земля.

Согласно Новгородской первой летописи:

Идоша за море к Варягомъ и ркоша: «земля наша велика и обилна, а наряда у нас нѣту; да поидѣте к намъ княжить и владѣть нами». Изъбрашася З брата с роды своими, и пояша со собою дружину многу и предивну, и приидоша к Новугороду. И сѣде старѣишии в Новѣгородѣ, бѣ имя ему Рюрикъ; а другыи сѣде на Бѣлѣозерѣ, Синеусъ; а третеи въ Изборьскѣ, имя ему Труворъ. И от тѣх Варягъ, находникъ тѣхъ, прозвашася Русь.

Согласно Псковской третьей летописи:

В лѣто 6370-е. Восташа Словяне и Кривицы и Чюдь и Мѣря на Варяги, и изгнаша их за море и не даша им дани, и начаша сами себѣ владѣти и городы ставити. И не бѣ в них правды, восташа, и бысть промеж ими брань межеусобная. А царство Михаила царя Грекомъ и матери его Феодоры царицы, проповѣдавших иконное поклонение. Послаша Словяне Чюдь к Варягом к Руси за море, и тако рекоша к Варягом: вся земля наша добра, а наряда в ней нѣтъ; пойдите княжите и владѣйте нами и судите право. И избрашася от Варяг от Немецъ три брата с роды своими: Рюрикъ и Синеус и Тривор; и Рюрикъ сѣде в Новѣгороде, а Синеус на Белѣозерѣ, а Тривор в Словенскѣ.

## Историография
Ответ на главный вопрос «Повести временных лет» «откуду есть пошла Русская земля», вынесенный в заглавие летописи, содержится в рассказе о призвании варягов: князья принесли с собой варяжское имя Русь, и «от тех варяг прозвася Русская земля». Началом Руси составитель летописи считал призвание варяжских князей, а не поход на Царьград русской дружины.
Княжеская власть подразумевала сбор дани для снаряжения дружины, которая должна обеспечить защиту подвластных племён от внешнего нападения и внутренних усобиц. В средневековом Новгороде существовал обычай приглашать князей со стороны в качестве наёмных правителей города, однако такая практика среди славян в более раннее время не известна. В свидетельстве арабского писателя X века Ибн Русте «русы» описываются как народ, который совершает набеги на славян и продаёт их хазарам и булгарам.
Русские учёные XVIII и XIX веков обычно относились к летописному рассказу о призвании варягов в 862 году с полным доверием и спорили лишь по вопросу об этнической принадлежности пришельцев. В 1876 году Д. И. Иловайский писал о вставном характере «Сказания о призвании варягов», усматривая в нём признаки новгородского происхождения. Вслед за Иловайским в статье 1904 года А. А. Шахматов высказывал мнение, что «Сказание о призвании варягов» это поздняя вставка в киевскую летопись, составленная летописцами из нескольких северорусских преданий, подвергнутых ими глубокой переработке. Согласно Шахматову, «Сказания о призвании варягов» в «Древнейшем своде» (1039) ещё не было, оно впервые появилось в 1070-х годах в летописном своде Никона, непосредственно предшествующем «Начальному своду» (1093—1095).
По мнению Н. К. Никольского, в основе первоначальной киевской летописи о начале Руси лежит источник мораво-паннонского происхождения, который был существенно переработан с точки зрения «варяго-византийской идеологии», — «литературным закройщиком» в летопись были внесены ложные сведения о происхождении рода киевских князей, самого наименования Руси и образовании её «государственности от заморских варягов», о «греческом источнике русского просвещения», для того чтобы оторвать русскую традицию от великоморавской, западнославянской и вообще от центральноевропейской. Греко-варяжская теория, насильственно введённая в древнейший свод, разорвала «нить летописных известий о происхождении русской культуры, заимствованных из утраченных Повестей о поляно-руси».
В советской идеологии послевоенного периода сказание о призвании варягов стало ассоциироваться с нацистскими идеями о неспособности «славянской расы» к самостоятельному развитию и воспринималось как чуждое «патриотической» русской летописи, которая, с точки зрения части советских авторов, свидетельствует об исконно славянских (киевских) истоках государственности.
Согласно А. А. Амальрику, летописная хронология является вымышленной, сказание о призвании варягов было сагой, бытовавшей среди скандинавов в Новгороде и было записано составителем Новгородского свода 1050 года, а Рюрик мог появиться в Новгороде и Старой Ладоге в 920-х — 930-х годах.
Д. С. Лихачёв считал, что рассказ о призвании варягов является вставкой в летопись, легендой, созданной печерскими монахами с целью укрепления независимости Древнерусского государства от византийского влияния. По мнению учёного, легенда, как и в случае с призванием саксов в Британию (см. ниже), отразила средневековую традицию искать корни правящих династий в древних иноземных правителях, что должно повышать авторитет династии среди местных подданных.
Б. А. Рыбаков вслед за Шахматовым писал о внесении «варяжской легенды» в текст киевской летописи из новгородского источника («Остромировой летописи»). Рыбаков считал, что игумен Михайловского Выдубецкого монастыря Сильвестр (составивший, по Шахматову, вторую редакцию «Повести временных лет») изъял из «Повести временных лет» «самые интересные страницы» и заменил их новгородской легендой о призвании князей-варягов. А. Г. Кузьмин считал невозможным, чтобы враждебное киево-полянской концепции «Сказание о призвании варягов» было внесено в летопись кем-то из летописцев киево-печерской традиции. Он предположил, что изначально «Сказание…» было генеалогической легендой только Мономашичей.
В. Т. Пашуто считал исторически достоверным по крайней мере ядро повествования о призвании варягов и обратил внимание на договорную терминологию летописного рассказа: варяжские князья были призваны «володеть», «судить» («рядить») по праву, по ряду, то есть по договору, который определял условия приглашения князя занять престол.
По мнению Е. А. Мельниковой и В. Я. Петрухина, сказание о призвании варягов соответствует традиционному фольклорному сюжету о происхождении государственной власти и правящей династии, который прослеживается у разных народов. Так, имеется значительное смысловое совпадение летописного призвания варягов с эпизодом из сочинения «Деяния саксов» Видукинда Корвейского, в которой бритты обращаются к трём братьям-саксам Лоту, Уриану и Ангуселю с предложением о передаче им власти над собой: «Обширную, бескрайнюю свою страну, изобилующую разными благами, готовы вручить вашей власти…». При этом Мельникова и Петрухин указывают на имеющиеся в данном летописном рассказе параллели с традиционными правовыми формулировками. Кроме того, распространенной была практика заключения соглашений между предводителями отрядов викингов и местными правителями нескандинавских стран, нанимающими их на службу. Известны договор 878 года в Ведморе между королем Уэссекса Альфредом Великим и предводителем датского Великого войска Гутрумом, договор 911 года в Сен-Клер-сюр-Эпт между французским королем Карлом III Простоватым и предводителем отряда норманнов, осевших в долине Сены, Хрольвом (Роллоном) и другие подобные соглашения. Рассказ о призвании варягов в «Повести временных лет», по мнению исследователей, восходит к сказанию, бытовавшему в княжеско-дружинной среде, он может быть неточным и неверным в деталях, кроме того, он подвергся летописной переработке (дата, упоминание некого варяжского племени русь, фраза «взяли с собой всю русь» и др.), но в целом отражает реальную историческую обстановку. Результатом призвания варяжских князей стало заключение договора (др.-рус. рядъ) между ними и местной племенной знатью (славянской и финской). Содержание ряда отвечает более поздней практике урегулирования отношений с варягами на Руси. Данный договор находит параллели также в договорах, которые позднее заключались между русскими князьями и городами, и в договорах между скандинавскими конунгами и знатью. Приглашённые на княжение варяги были ограничены условиями «судить и рядить» «по ряду по праву», то есть управлять и вершить суд в соответствии с нормами местного права, правового обычая. Это ограничение ставило князя в зависимость от местного общества и стимулировало быструю интеграцию скандинавов в восточнославянскую среду.
Согласно БРЭ, «Нет оснований не доверять этому преданию, но летописная хронология событий (изгнание варягов, призвание Рюрика, вокняжение в Киеве Аскольда и Дира в 852, смерть Рюрика в 879, захват Киева Олегом в 882) явно условна».

## Этническая принадлежность варягов

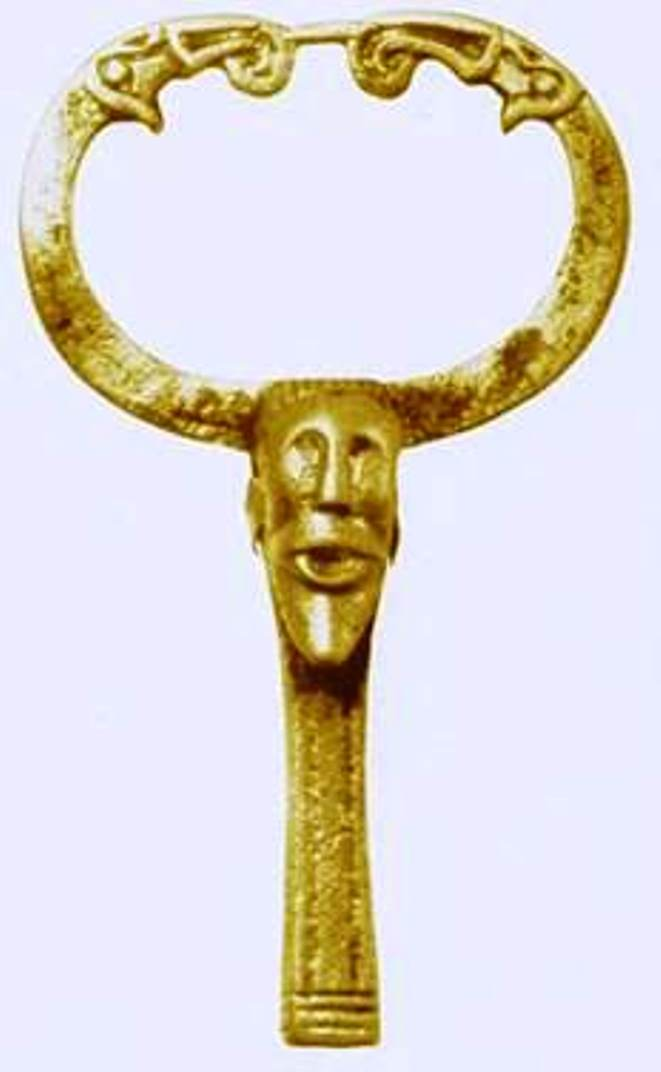
«Поющий Один» из скандинавского производственного комплекса Старой Ладоги VIII века. Навершие несохранившегося предмета. Стилистически связан с искусством Скандинавии вендельской эпохи

Начиная с XVIII века в исторической науке сформировалось два течения, условно называемые норманизм и антинорманизм. Сторонники норманской теории придерживаются мнения о существенном влиянии на процессы становления раннего Русского государства выходцев из Скандинавии (норманнов) и считают русь и варягов скандинавами. Антинорманисты, как правило, отрицают связь руси и варягов со скандинавами, отрицают присутствие скандинавов на Руси или признают присутствие, но отрицают существенность их влияния.
Большинством учёных признаются существенное влияние скандинавов на раннюю Русь, скандинавская принадлежность варягов, народа русь, правящего слоя в начальный период и первых правителей Руси, о чём свидетельствует широкий круг письменных, археологических и лингвистических источников. При этом в современной науке скандинавы не считаются собственно основателями Русского государства, принесшими местным народам государственность; образование раннего Русского государства рассматривается как сложный процесс, включавший как внутренние (общественная эволюция местных, в первую очередь восточно-славянских общностей), так и внешние факторы.
Большое число византийских, западноевропейских, арабо-персидских источников свидетельствуют, что в IX – первой половине X века название «русь» относилось именно к варягам и русь в этот период отличали от славян.
В ранних русских источниках варяги являются собирательным обозначением скандинавских народов или выходцев из Скандинавии на Руси.
Русские летописи перечисляют народы, которые входят в общность, именуемую варягами: «Сице бо звахуть ты варягы русь, яко се друзии зовутся свее, друзии же урмани, аньгляне, инѣи и готе, тако и си» («Повесть временных лет»). В число варягов включены свее (шведы), урмани («норманны» — норвежцы), аньгляне (англы), готе (готландцы). Почти все перечисленные народы, кроме англов, принадлежат к скандинавам, а включение англов может отражать ситуацию, когда Англия входила в состав государства датского конунга Кнуда Великого. Варяги — не отдельный народ, а общее наименование всех скандинавских племён, перечисленных следом. Народ русь здесь представлен как разновидность варягов. Лингвист С. Л. Николаев комментирует данный фрагмент в Московско-Академическом списке «Повести временных лет» следующим образом: «Варязи [шведы южной Финляндии?] Свеи [шведы восточной Швеции] Оурмане [„норманны“, датчане и норвежцы] Галичане [скорее валлийцы, чем французы]».
В ряде средневековых источников русь упоминается одновременно и как восточный (восточноевропейский), и как западный народ. В «Повести временных лет», помимо перечня варяжских народов в известии о призвании варягов, русь дважды упоминается в таблице народов: среди населения части света, доставшейся библейскому Иафету, русь названа рядом с финно-угорскими и балтскими племенами Восточной Европы («Въ Афетови же части сѣдить русь, чюдь и вси языцѣ: меря, мурома, всь, мордва, заволочьская чюдь, пермь, печера, ямь, югра, литва, зимигола, корсь, лѣтьгола, либь»; при этом русь противопоставлена чуди — собирательному названию ряда племён, в основном прибалтийско-финских); далее в перечне потомков Иафета русь названа снова, но на этот раз среди северных германских народов, тех же, что в рассказе о призвании варягов, и предваряют эту группу народов варяги («Афетово же колѣно и то: варязи, свеи, урмане, готѣ, русь, аглянѣ…»). В Константинопольском списке «Иосиппона» сказано, что руси также «живут по реке Кира [в других списках Кива, то есть Киев], текущей в море Гурган [Каспийское]». Двойная локализация руси имеется и в некоторых арабских источниках, например, у Якуба ар-рус упомянуты рядом с хазарами и смешиваются со славянами, но походы на пруссов они совершали на кораблях с запада, то есть с Балтики. Лингвист С. Л. Николаев объясняет эти двойные упоминания «раздвоением» самой руси, которая, с одной стороны, продолжала оставаться скандинавским (восточношведским) этносом (по Николаеву, жителями Рудена-Руслагена), а с другой — овладела значительными восточноевропейскими территориями, и её название стало также названием славянского населения и государства Русь.
В ряде поздних источников появление варягов, их последующее изгнание и начало межплеменных усобиц связывается со смертью новгородского князя (или посадника) Гостомысла, после которой в конфедерации племён наступил период безвластия. Согласно этим же источникам, на межплеменном сходе предлагались разные кандидатуры — «от варяг, или от полян, или от хазар, или от дунайчев». По изложению Иоакимовской летописи, достоверность которой является спорной, Гостомысл перед смертью указал, что наследовать ему должен сын его средней дочери Умилы, выданной замуж за князя одного из племен западных славян Гоцлава. Этот сын и был Рюриком.
В российской досоветской историографии варягов чаще всего отождествляли со скандинавскими народами. Большинство современных историков также придерживается этой версии. Также существуют другие версии этнической принадлежности варягов: их рассматривают как финнов, пруссов, балтийских славян и др.
Византийский хронист второй половины XI века Иоанн Скилица при описании событий 1034 года, когда варяжский отряд находился в Малой Азии, впервые сообщает о варангах (варягах) как о кельтах: «варанги, по происхождению кельты, служащие по найму у греков». А. Г. Кузьмин в статье 1974 года, утверждал, что большая часть русских и варяжских имён имеет кельтское происхождение, а сами варяги это ославяненные кельты. Лингвисты не разделяют эту точку зрения, рассматривая эти имена как скандинавские. М. В. Ломоносов признавал, что первые русские князья носят норманнские имена, но не считал их скандинавами по происхождению. Варягов он не считал единым народом, а указывал на то, что под этим названием скрывались очень многие племена, жившие по берегам Балтийского моря.
О скандинавском происхождении варягов свидетельствуют различные иностранные письменные источники, данные археологии и языка. Предметы скандинавского происхождения найдены во всех древнерусских торгово-ремесленных поселениях (Ладога, Тимерёво, Гнёздово, Шестовица и др.) и ранних городах (Новгород, Псков, Киев, Чернигов). Более 1200 скандинавских предметов вооружения, украшений, амулетов и предметов быта, а также орудий труда и инструментов VIII—XI веков происходит примерно из 70 археологических памятников Древней Руси. Известно около 100 находок граффити в виде отдельных скандинавских рунических знаков и надписей. Раскопки в Рюриковом Городище под Новгородом под руководством Е. Н. Носова с 1975 года, давшие большое число скандинавских артефактов, а также в Старой Ладоге, согласно ряду летописей, первой резиденции Рюрика, под руководством А. Н. Кирпичникова с 1984 года, а также раскопки на Украине и в Белоруссии, выявили следы скандинавского заселения, начавшегося в IX—X веках и продолжавшегося около двух столетий. Среди наиболее важных свидетельств скандинавского присутствия в Восточной Европе — женские костюмы, некрополи нормандского типа, амулеты с руническими надписями, скандинавские идолы, которые являются показателями ремесла и религиозных практик. Интенсификация скандинавских артефактов в археологических памятниках северной Руси приходится на вторую половину IX века, что соответствует времени летописного призвания варягов на Русь и началу династии Рюриковичей. Археологические данные свидетельствуют о высоком положении варягов в автохтонном обществе. Культура скандинавской элиты привлекала местное население: наблюдается сложный процесс ассимиляции скандинавов в славянские и финские общества и формирование нового этноса. В свою очередь, следы контактов со славянскими племенами Балтийского моря незначительны, они оказали небольшое влияние на производство керамики.
Ряд северогерманских (древнескандинавских) слов вошли в древнерусский язык в эпоху викингов. Оценки количества этих заимствований различны у разных авторов, от более чем 100 слов (Форссман) до 34 (Кипарский) и 30 (Струминский), включая личные имена. Согласно наиболее критическому и консервативному анализу, общеупотребительные древнескандинавские заимствования включают кнут, сельдь, шёлк, ящик, а также русь, варяг, стяг, витязь (от викинг). Многие относятся к особой сфере употребления и перестали широко использоваться к XIII веку, например, берковец (от *birkisk, 'Бирка / бирковый фунт', единица измерения массы, около 164 кг), голбец (от gulf, 'ящик' 'сарай'), гридь (от griði, grimaðr, 'телохранитель конунга'), ларь (от *lári, lárr, 'сундук', 'ствол'), пуд (от pund, единица измерения массы), скала (от skál), тиун (thiónn, управляющий), ябеда (от embætti, 'чиновник'). Древнескандинавское происхождение имеют имена (древнескандинавский вариант приведён в скобках): Аскольд (Hǫðskuldr, Hǫskuldr), Глеб (Guðleifr), Дир (Dýri), Игорь (Ingvarr), Ингварь (от того же Ingvarr), Олег (Hélgi), Ольга (Helga), Рогволод (Ragnvaldr, Rögnvaldr), Рогнеда (Ragnheiđr, Ragnhildr или *Rоgnêd), Рюрик (Hrœrekr или Rȳrik), Синеус, Трувор (Signjótr, Þórvar[ð]r), Тур (Þórir), Улеб (Ǫleifr, Олаф), Якун (Акун) (Hákon) и др. Большинство послов «от русского рода», перечисленных в русско-византийских договорах 911 и 944 годов, имеют отчётливо скандинавские имена. Из версий происхождения слова «русь» наиболее обоснована лингвистически «северная», западнофинская (скандинавская — из древнескандинавского языка через западнофинское посредство). Скандинавская этимология составляет современный лингвистический консенсус.
Существует точка зрения, впервые высказанная А. Куником, что Синеус и Трувор — это вымышленные имена, возникшие под пером летописца в результате буквального перевода древнешведских слов «сине хус трувор», что означает «с домом и дружиной». Однако специалисты по скандинавистике считают данный вариант маловероятным и указывают на то, что данные личные имена встречаются в скандинавских источниках.

## «Наряд»
Слова послов «Земля наша велика и обилна, а наряда въ ней нѣтъ» понимаются как «Земля наша велика и обильна, а порядка в ней нет». Выражение «наряда въ ней нѣтъ» понимается как указание на отсутствие порядка. В ряде других летописей (например, в Новгородской четвёртой летописи) эта фраза читается как «земля наша добра и велика есть, изобильна всем, а нарядника в ней нет». «Словарь русского языка XI—XVII веков», опираясь на большое число примеров из исторических источников, определяет «нарядъ» как «порядок, устройство, правопорядок, организация», «деятельность по устройству, организации чего-либо, руководство, управление, надзор», «приказание о посылке на работу, на службу, задание, назначение, приказ, распоряжение» и др.; «нарядникъ» — как «распорядитель, начальник, руководитель», «назначающий людей на работы и следящий за их исполнением». «Наряд» в данном случае рассматривается исследователями как порядок, в том числе правовой порядок, отсутствие которого восполняется заключением договора (ряда) с правителем; правитель должен рядить (править, управлять) по ряду, по праву (в соответствии с рядом — договором, и правовыми нормами).

## Участие руси в призвании
В Лаврентьевском, Ипатьевском и Троицком списках «Повести временных лет», а также в русской редакции XIII века «Летописца вскоре» патриарха Никифора, помещённой в Новгородской Кормчей книге (1280 год), русь названа в числе племён, приглашавших варягов: «придоша русь, чюдь, словене, кривичи к варягом, реша: земля наша велика и обилна» или как в «Повести временных лет»: «реша Русь, Чудь, Словени и Кривичи» — на что указывали И. Г. Нейман, Д. И. Иловайский, А. А. Потебня, М. Н. Тихомиров и Г. В. Вернадский.
Участие руси в призвании варягов фиксируется и в более поздних, чем «Повесть временных лет», источниках: «Владимирском летописце» XVI века, «Сокращённом Новгородском летописце» второй половины XVI века, Степенной книге митрополита Макария XVI века: «послаша русь к варягом… и придоша из-за моря на Русь», и «Летописце Переславля Суздальского» («Летописце русских царей») XV века: «Тако реша русь, чудь, словене, кривичи, и вся земля реша…» и некоторых других.
Разночтение состоит в склонении слова «русь» во фразе «сказали руси чудь, словене, кривичи и весь» или «сказали русь, чудь, словене, кривичи и весь». В остальном тексте сказания о призвании варягов прямо говорится о руси как варяжском народе за морем. А. А. Шахматов, разбирая измененный текст «призвания варягов» (по Лаврентьевскому списку) «Реша Руси Чудь Словени и Кривичи», в примечании делает существенное уточнение: «вносим несколько поправок, предложенных издателем».
По мнению Г. В. Вернадского, в районе озера Ильмень к середине IX века возникла община скандинавских купцов, которая, благодаря своей коммерческой деятельности, тем или иным образом была связана с Русским каганатом, по мнению историка, расположенного в устье реки Кубани на Таманском полуострове. Центром северного «отделения» Русского каганата Вернадский считал Старую Руссу. По Вернадскому в призвании варягов, согласно Ипатьевскому списку «Повести временных лет» («ркоша русь, чудь, словене, и кривичи и вся: земля наша велика и обильна, а наряда в ней нет: да поидете княжить и володеть нами») — участвуют «под названием „русь“ члены шведской колонии в Старой Русе, главным образом, купцы, ведущие торговлю с Русским каганатом в Приазовье. Их целью в „призвании варягов“ было, в первую очередь, вновь открыть торговый путь на юг с помощью новых отрядов скандинавов».

## Столица Рюрика
Летописи расходятся в именовании города, куда пришел княжить Рюрик. Лаврентьевский список умалчивает. Согласно Новгородской первой летописи, это был Новгород, однако, по Ипатьевскому списку Рюрик сначала княжил в Ладоге и только через два года после смерти братьев «срубил» (построил) Новгород. Археологические данные подтверждают скорее вторую версию; самые ранние постройки Новгорода датируются X веком, в то время как Ладога была построена около 753 года. В то же время в самом Великом Новгороде есть так называемое Рюриково городище — княжеская резиденция, культурный слой которой значительно старше остального города. Археологи выявили в Городище концентрацию древностей и серебра за период 860-х годов — время летописного призвания варяжских князей.
В 1919 году А. А. Шахматов высказывал предположение, что Хольмгардом скандинавы называли Старую Руссу. Согласно его гипотезе, Руса была первоначальной столицей древнейшей страны. И из этой «древнейшей Руси… вскоре после» 839 года началось движение руси на юг, приведшее к основанию в Киеве около 840 года «молодого русского государства». В 1920 году С. Ф. Платонов писал, что будущие изыскания соберут, конечно, больший и лучший материал для уяснения и укрепления гипотезы Шахматова о варяжском центре на Южном берегу Ильменя, и что эта гипотеза уже теперь имеет все свойства доброкачественного научного построения и открывает нам новую историческую перспективу: Руса — город и Руса — область получают новый и весьма значительный смысл.
Предположение о существовании Старой Руссы в IX веке не подтверждается археологическими данными. Кроме того, название этого поселения (Руса) известно только с середины XI века, которой датируется берестяная грамота № 526: «На Бояне въ Роусе гр(и)вна, на Житоб(о)уде въ Роусе 13 коуне и гр(и)вна истине…». О более раннем названии поселения ничего не известно. Лингвисты Р. А. Агеева, В. Л. Васильев и М. В. Горбаневский считают, что первоначальное название города (Руса) происходит от гидронима — реки Порусья, которая в древности называлась Руса. Имя реки, в свою очередь, осталось от ранее проживавших здесь балтийских племен.
Некоторые археологи (В. Л. Янин, Е. Н. Носов) предпринимали попытки определять конкретный пункт, куда были призваны варяги во главе с Рюриком, через определение статуса археологического памятника, в том числе староладожское Земляное Городище и Рюриково Городище под Новгородом. Историк Селин А. А. отмечает, что археологические источники ничего не говорят об именах, поэтому эти аргументы не могут считаться научными.

## Историческое значение
Историки Е. А. Мельникова и В. Я. Петрухин писали: «согласно средневековой традиции, призвание варяжских князей положило начало Русскому государству и его истории… легенда отвечала на начальный вопрос ПВЛ — „Откуду есть пошла русская земля“ — и тем самым претендовала на историческую достоверность (разумеется, как понимал ее летописец)». Петрухин отмечал: «…князья принесли с собой варяжское имя Русь, и „от тех варяг прозвася Русская земля“ — так отвечает летопись на главный вопрос ПВЛ „откуду есть пошла Русская земля“ под 862 г.… Началом Руси для него [летописца] было призвание варяжских князей (862 г.), а не поход на Царьград языческой русской дружины».
Призвание варягов традиционно считается началом российской государственности.

## Символическое значение
В связи со своим варяжским (германским) происхождением Рюрик был исключён из позднесоветской традиции, как из научной интерпретации «Повести временных лет», так и из школьного нарратива. Согласно «Советской исторической энциклопедии», а вслед за ней школьным текстам, Рюрик был «легендарным основателем династии», тогда как Олег рассматривался как «первый исторически достоверный русский князь».
Постсоветский официальный исторический нарратив рассматривает Рюрика как достоверную историческую фигуру. На его происхождении, однако, внимание обычно не акцентируется, а когда вопрос обозначается, то скандинавская принадлежность в той или иной мере подвергается сомнению или оспаривается. Так, академическими учёными высказывалось мнение, что Рюрик был «наполовину славянин, наполовину скандинав»; академический журнал «Вопросы истории» публиковал статью историка Г. И. Анохина, согласно которой Рюрик — «солевар из Руссы».
Рюрик был выбран в качестве нового символического основателя российской государственности, что связано с архаизирующим трендом, имеющим место в массовом популярном историческом жанре. Архаизирующая историография связана со взятой некоторыми представителями академической среды линией на идею укрепления власти и представления об автохтонности. Воспринимаются понятные идеи «возникновения российской государственности» без детальных историографических экскурсов; варяжская легенда проста и понятна. При этом данный дискурс, связанный с Рюриком, актуален только для Северо-Запада России. Создатели современного образа Рюрика опираются на авторитет Н. М. Карамзина или чаще — на прямое «обращении к летописям», «подлинность текстов летописей», при этом буквально толкуя летописные тексты. Эта тенденция происходит на фоне ярко развивающегося научного изучения ранней Руси. В официальном дискурсе северо-западных регионов Рюрик утвердился благодаря активной деятельности археологов.

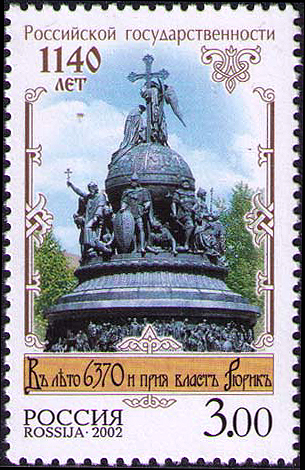
Почтовая марка России, 2002. 1140 лет российской государственности. Памятник «Тысячелетие России» (1862) в Великом Новгороде («Въ лѣто 6370 и прия власть Рюрикъ»)
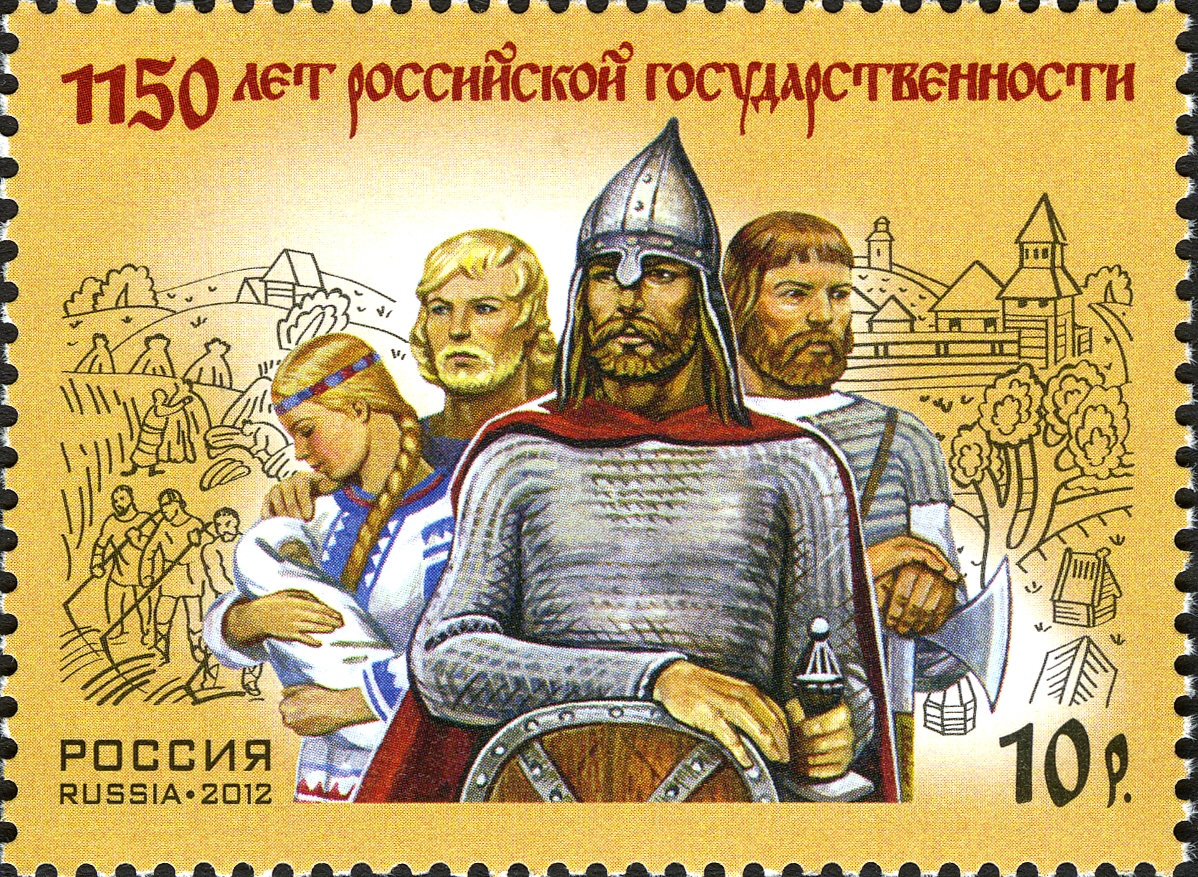
Почтовая марка России, 2012. 1150 лет российской государственности

## В искусстве
В изобразительном искусстве
- «Призвание варягов» — картина Фёдора Бруни, 1839.
- «Призвание варягов» — картина Алексея Кившенко, 1889.
- «Призвание варягов» — картина Виктора Васнецова, 1909.

В художественной литературе
- Михаил Лермонтов в поэме «Последний сын вольности» (1831), обращается ко времени призвания Рюрика. Славянские боги выступают у него в качестве символа свободы, славянской вольницы, с которой было покончено, когда «дерзостный варяг богов славянских победил»[84].
- Серия романов Александра Мазина (цикл «Викинг»).
- Роман Сергея Коропа «Русь. Легенда о Рюрике» (цикл «Русь»).
- Роман Галины Петреченко «Рюрик».
- Книга Ильи Бояшова «Конунг».
- Ряд книг Марии Семёновой о викингах.

В кино
- «Сага о викингах[дат.]» (2008; Дания, США) — приключенческий фильм, драма, режиссёр Микаэль Моуяль, в роли Рюрика Эрик Холми[дат.].
- «Крещение Руси» (2016; Россия) — докудрама, период от Рюрика до Владимира, режиссер Максим Беспалый, в роли Рюрика Евгений Журавкин.
- «Рюриковичи. История первой династии» (2019; Россия) — докудрама, режиссер Максим Беспалый, в роли Рюрика Иван Петков.

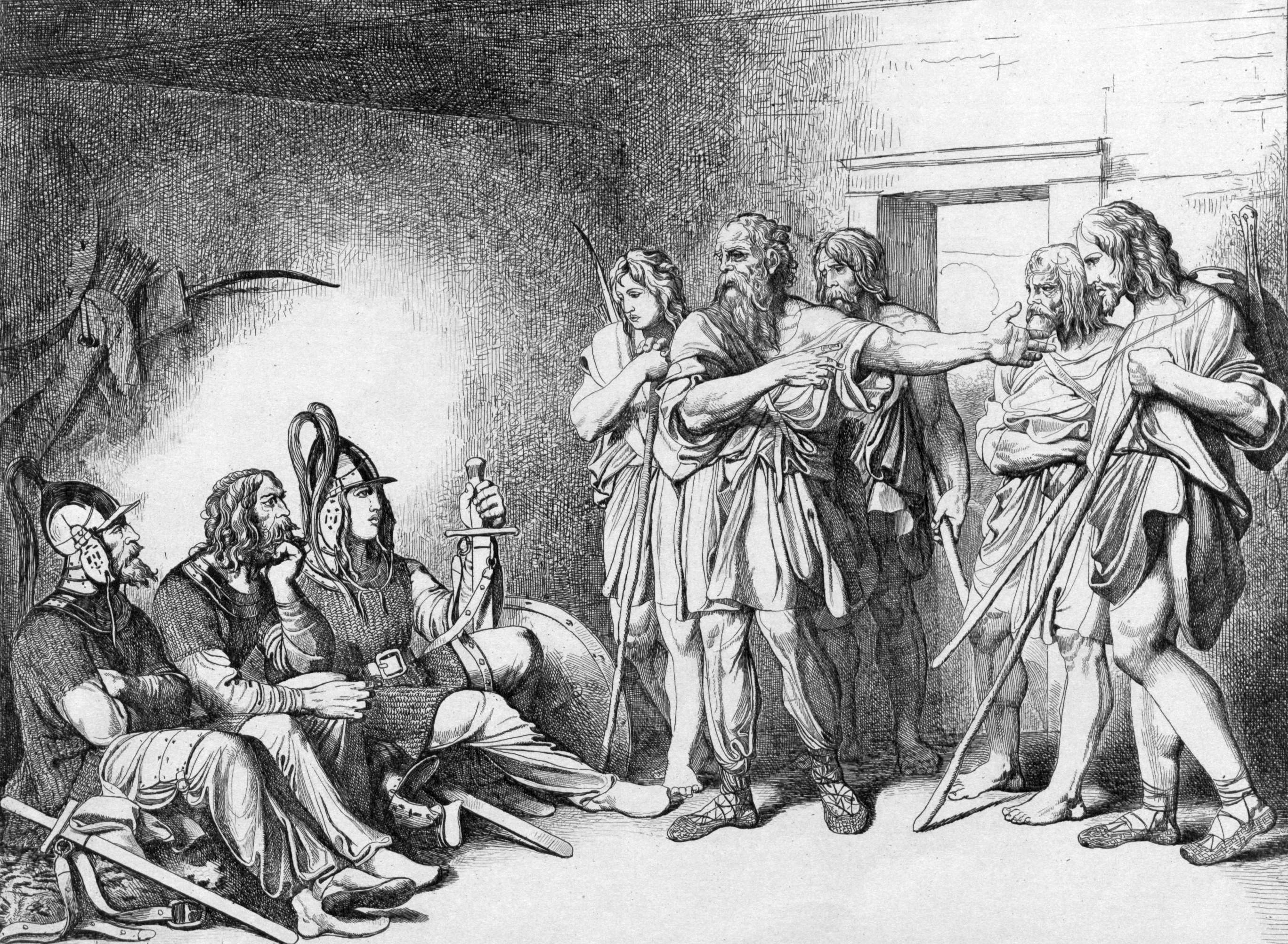
Призвание варягов. Ф. А. Бруни, 1839
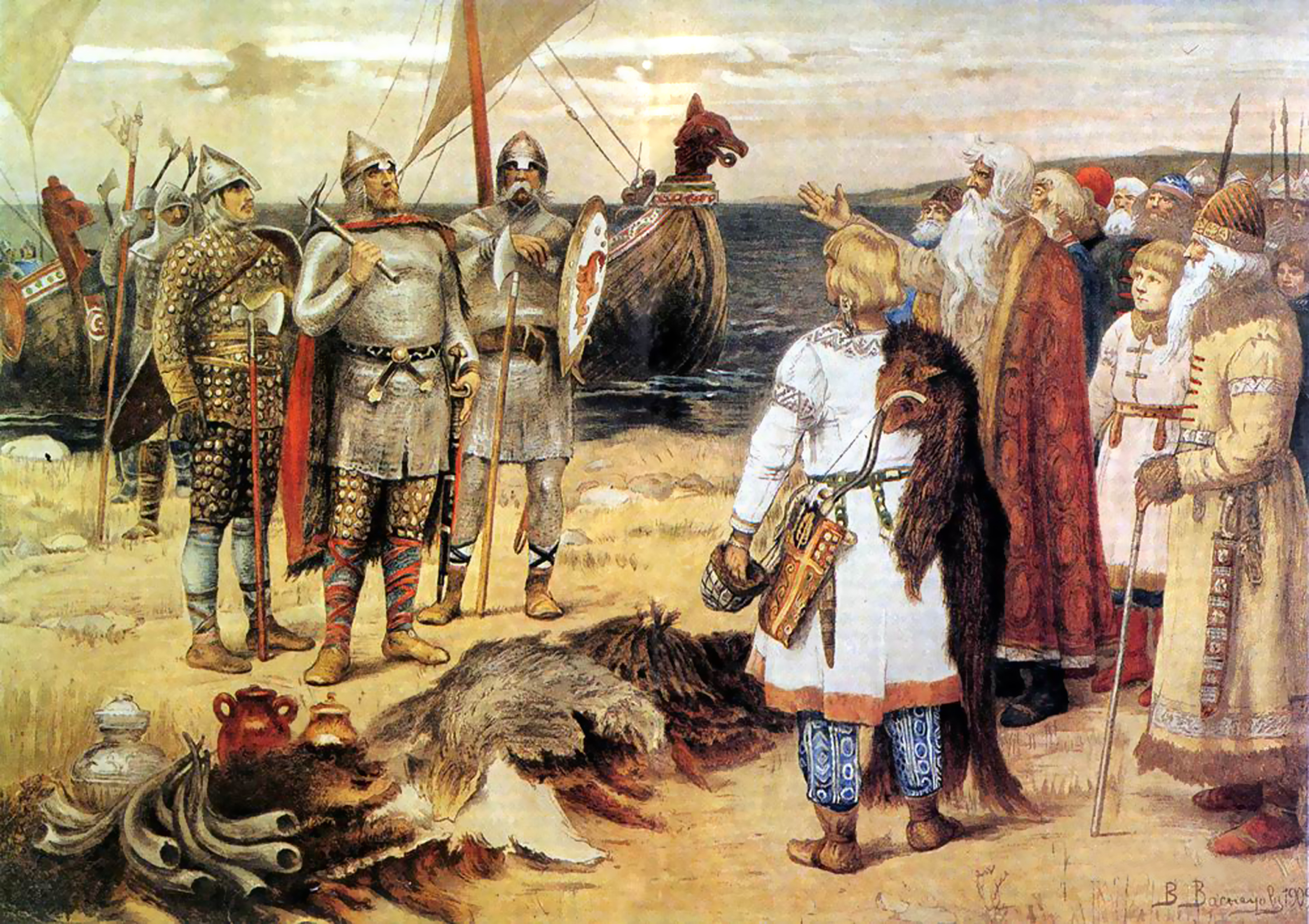
Призвание варягов. В. М. Васнецов, 1909
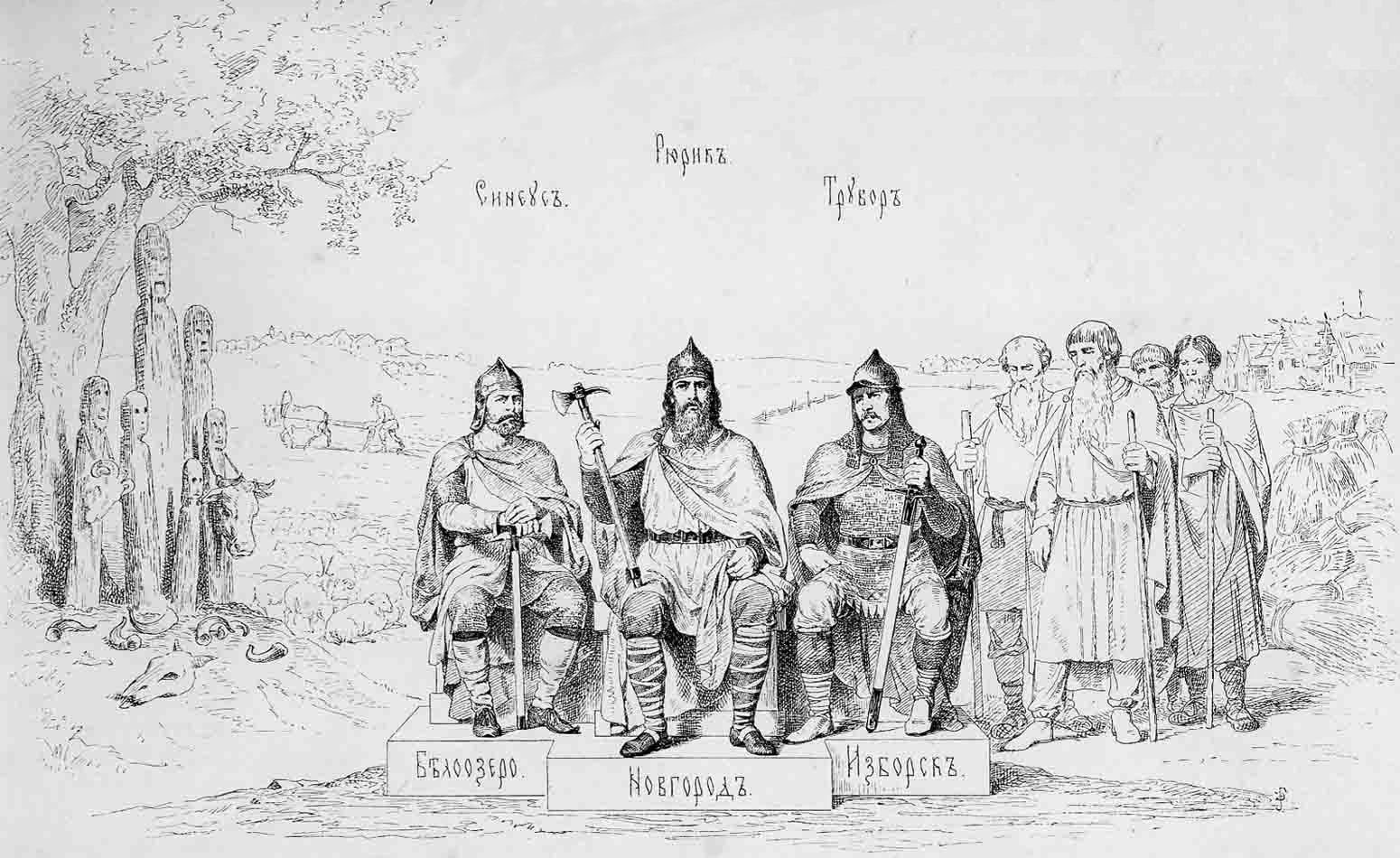
В. П. Верещагин. Рюрик, Синеус и Трувор. Альбом «История Государства Российского в изображениях державных его правителей с кратким пояснительным текстом», 1896